# فادية نجيب ثابت
فادية نجيب ثابت (مواليد 1985) طالب جامعية يمنية في أمريكا. في عام 2017 حصلت على جائزة المرأة الدولية للشجاعة, لمدة ست سنوات من العمل الذي فعلته قبل عام 2016 كموظف لحماية الطفل حماية الأطفال من التجنيد بصفوف الميليشيات في اليمن.

## نشأتها
فادية من مواليد العام 1985م، ابنة نجيب ثابت الدوسري، كان موظفا في النقل البري في عدن، وأمها نعمات أحمد صالح، عاشت فادية وتربت ودرست في عدن وتخرجت من كلية الهندسة، قبل ان تنشط في مجال حقوق الإنسان.